# Paquet voleur
Paquet voleur est un jeu télévisé québécois diffusé sur Radio-Canada depuis le 21 septembre 2007. Il est animé par Véronique Cloutier jusqu'en septembre 2010, alors qu'elle cédera sa place à Joël Legendre, afin de se concentrer sur sa nouvelle émission de variétés Le verdict, c'est votre opinion.

## Principe du jeu
À chaque émission, huit candidats tentent d'accéder à la ronde ultime pour remporter le grand prix de 100 000 $. La première ronde de sélection compte huit candidats, la seconde quatre et la troisième deux.
Au début de chaque ronde, les candidats doivent sélectionner une des 30 pastilles disposées au centre du plateau. L'ordre de pige est déterminé par une question à choix multiple. Le joueur répondant le plus rapidement pige sa pastille en premier. Celui-ci bénéficie également du lot boni (nouveauté de la 2e saison). Ce montant doit être ajouté à la valeur de la pastille pigée, ne peut être volé et est conservé jusqu'à la fin de la ronde. Lors de la première ronde, ce bonus est de 101 $. Lors de la deuxième ronde, il est de 501 $ et finalement, il est de 1 001 $ lors de la troisième ronde. Les pastilles en jeu contiennent des sommes variables allant, pour la première ronde, de 1 à 1 000 $ ; pour la deuxième ronde, de 250 à 5 000 $ ; pour la troisième ronde, de 500 à 25 000 $. Le candidat est le seul à connaître le montant de sa pastille, cependant il sait quels sont les montants des autres pastilles en jeu (hormis lors de la troisième ronde) — sans toutefois savoir à quel candidat appartient telle ou telle pastille.
Une question à choix multiples permet de sélectionner le joueur qui finira la ronde, poste extrêmement important car il permet de voir ses adversaires jouer et donc d'élaborer une stratégie. Lors des deuxième et troisième rondes, une autre question permet de désigner le joueur qui choisira sa pastille en premier. Puis la ronde commence, dans le sens des aiguilles d'une montre. Chaque candidat a le choix entre trois possibilités :
- soit conserver sa pastille ;
- soit l'échanger contre une pastille du plateau ;
- soit voler la pastille d'un autre joueur.

À la fin de la ronde, les candidats dévoilent à leurs adversaires le montant de leur pastille. Sont sélectionnés pour la ronde suivante ceux qui possèdent les gains les plus élevés ; les candidats éliminés repartent avec le montant de leur pastille.

### Conserver sa pastille
Le joueur conserve sa pastille ; son tour s'arrête.

### Échanger sa pastille
Le joueur qui décide d'échanger sa pastille doit répondre correctement à une question à choix multiples. S'il n'y parvient pas, son tour s'arrête. S'il y parvient, on révèle le montant de la pastille qu'il abandonne, et qui est éliminée du jeu, et il choisit une pastille parmi celles qui sont restées sur le plateau. Le montant de cette nouvelle pastille n'est pas révélé.

### Voler une pastille
Le joueur qui décide de voler doit désigner l'adversaire qu'il veut spolier. S'il accepte, le vol a lieu. S'il refuse, il doit répondre correctement à une question à choix multiples : en cas de bonne réponse, le vol est bloqué ; en cas de mauvaise réponse, le vol a lieu. Le voleur bloqué peut décider d'échanger sa pastille en répondant à une question, ou de la conserver. Le candidat qui se fait voler reçoit la pastille de son voleur et peut décider, soit de la conserver, soit de l'échanger contre une autre pastille du plateau malgré tout.

## La ronde ultime
Au début de la ronde, une pastille spéciale est déposée au centre du plateau de jeu. Celle-ci contient une destination vacance vers laquelle s'envolera le finaliste et une personne de son choix. Ensuite, il doit choisir six pastilles sur les trente du plateau. Celles-ci contiennent des montants allant de 1 000 $ à 100 000 $. On révèle au joueur les montants en jeu puis on lui pose une question à choix multiples. S'il donne la bonne réponse, on élimine le plus petit montant des six en jeu ; s'il donne la mauvaise réponse, on élimine le plus gros montant des six en jeu. Puis le finaliste a le choix :
- Soit il peut tenter de repartir avec la somme des pastilles des trois rondes précédentes (le(s) lot(s) boni(s), s'il y a lieu, sont ajouté(s) à ce montant) : on lui pose alors une dernière question ; s'il donne la bonne réponse, il repart avec le cumul des gains ; s'il donne la mauvaise réponse, il repart avec la plus petite pastille encore en jeu. Le candidat renonce ici définitivement aux autres pastilles.

- Soit il peut jouer avec les cinq pastilles restantes ; il en choisit alors une, et on révèle par élimination le montant de ses gains. Le candidat renonce ici définitivement aux gains cumulés.

## Les grandes émissions
Régulièrement, les finalistes du jeu sont convoqués pour des émissions spéciales dans lesquelles le gain maximum s'élève à 1 000 000 $.

## Jeu de table
Une version en jeu de table de l'émission est sortie en septembre 2008. D'ailleurs, tous les participants à l'émission repartent avec un exemplaire de celui-ci.

## À l’étranger
Le concept de Paquet voleur a été acheté par un producteur américain et sera intitulé Trade up aux États-Unis. Véronique Cloutier serait en lice pour animer la version américaine.